# 95 Piscium
95 Piscium är en misstänkt variabel i Fiskarnas stjärnbild.
Stjärnan varierar mellan visuell magnitud +7,04 och 7,07 utan någon fastställd periodicitet.